# Марокански дирхам
Вижте пояснителната страница за други значения на дирхам.
Мароканският дирхам (на арабски: درهم مغربي) е валутата на Мароко. Дели се на 100 сантима. Има монети с 1,10 и 20 сантима,1,2,5 и 10 дирхама, както се емитират и банкноти с 20,50,100 и 200 дирхама.